# 特雷爾克里克鎮區 (密蘇里州哈里森縣)
特雷爾克里克鎮區（英語：Trail Creek Township）是位於美國密蘇里州哈里森縣的一個行政鎮區。

## 地方資料
特雷爾克里克鎮區的面積為95.41平方千米，當中陸地面積為94.52平方千米，而水域面積為0.89平方千米。根據2020年美國人口普查的數據，當地共有人口144人，而人口密度為每平方千米1.51人。